# Avant-postes de cavalerie légère
 (août 2017).
Si vous disposez d'ouvrages ou d'articles de référence ou si vous connaissez des sites web de qualité traitant du thème abordé ici, merci de compléter l'article en donnant les références utiles à sa vérifiabilité et en les liant à la section « Notes et références ».
Avant-postes de cavalerie légère est un ouvrage de Antoine Fortuné de Brack publié en 1831. Il traite de l'instruction du cavalier à travers une série de questions/réponses et est resté une référence pour les officiers de cette arme jusqu’à la Seconde Guerre mondiale.

## Éditions
2008 : LRT éditions (ré-impression de l'édition de 1863 comportant de nombreuses illustrations)